# Coatlán del Río
Coatlán del Río är en kommun i Mexiko.   Den ligger i delstaten Morelos, i den sydöstra delen av landet, 80 km söder om huvudstaden Mexico City.
Följande samhällen finns i Coatlán del Río:
- La Joya
- Tilancingo
- Colonia Morelos
- Apancingo
- Colonia Cuauhtémoc
- Buenavista de Aldama
- Benito Juárez
- San Antonio
- El Axixintle
- El Canelillo
- Puente el Arenal